# Farabana
Farabana és una petita ciutat de Mali, a l'oest del país, prop del Senegal.
Fou una de les repúbliques del Bambouk. Una missió de reconeixement del desembre de 1998 el gener de 1999 a la vall de Sanoukholé va portar al descobriment d'un quants canons de ferro, més antics que el període colonial, que foren depositats al poble de Farabana a la banda maliana del riu Falémé.